# Plocoglottis hirta
Plocoglottis hirta är en orkidéart som beskrevs av Henry Nicholas Ridley. Plocoglottis hirta ingår i släktet Plocoglottis och familjen orkidéer. Inga underarter finns listade i Catalogue of Life.